# José López Barneo
José López Barneo (Torredonjimeno, provincia de Jaén, 1952) es un médico español, catedrático de Fisiología de la Facultad de Medicina de Sevilla, cuyas investigaciones se centran principalmente en el estudio de células madre embrionarias para el tratamiento de enfermedades neurodegenerativas.

## Biografía
Se licenció en Medicina y Cirugía por la Universidad de Sevilla en 1975 con la calificación de sobresaliente, obteniendo el Premio Fin de Carrera y el Premio Extraordinario de la Licenciatura. Tres años después se doctoró en Medicina y Cirugía por la misma universidad con igual calificación de sobresaliente y de nuevo obtiene el Premio Extraordinario con su tesis, dirigida por Diego Mir.
Prolongó su formación con estancias postdoctorales en el CNRS de París (Francia) y en las Universidades de Pensilvania y Nueva York (EE. UU.) También, ejerció como "visiting scientist" y "visiting professor" en distintas universidades de Norteamérica, como las de  Stanford y Nueva York.
Dirigió hasta 2020 el Instituto de Biomedicina de Sevilla y es Coordinador de Investigación del Hospital Universitario Virgen del Rocío. Coordinador de la investigación en células madre de la Junta de Andalucía. 
Ha publicado numerosos artículos científicos en revistas especializadas, españolas y extranjeras (Science, Neuron, Nature Neuroscience...), así como en libros colectivos.

## Labor científica
López Barneo introdujo en España las técnicas de estudio biofísico y molecular de los canales iónicos (dianas de interés terapéutico creciente). Su mayor logro en este campo se refiere a la descripción de canales dependientes de oxígeno y a los diferentes mecanismos de los que se sirve el cuerpo carotídeo para tras detectar los niveles de oxígeno y glucosa en sangre, proceder a su regulación.
Sus investigaciones están dirigidas principalmente a la enfermedad de Parkinson (en esta enfermedad mueren las neuronas que producen dopamina). Por ello, el hallazgo de altos niveles de dopamina en el cuerpo carotídeo, llevó a José López Barneo a investigar sobre la eficacia del trasplante intracerebral del mismo en animales y pacientes con Parkinson. Además de la terapia celular, también trabaja en la etiopatogenia de la degeneración neuronal en el Parkinson.

## Méritos y reconocimientos
- Miembro de la Academia Europea y vocal del Consejo Asesor del Ministerio de Sanidad y Consumo.
- Premio Nacional de Investigación Científica y Técnica Juan Carlos I (1993).
- Presidente de la Sociedad Española de Neurociencia (1993-1997) .
- Medalla de Andalucía (1994).[1]
- Wellcome Visiting Professorship por la Universidad de Minnesota (1995).

- Nombramiento como miembro permanente del panel europeo de la "Dana Alliance for Brain Initiatives"(1996).
- Nombramiento como miembro de la Academia Europea en la sección "Physiology and Medicine" (1997).
- Premio Rey Jaime I de Investigación (1998).
- Recibió la I Ayuda a la Investigación de la Fundación Juan March (2000).
- Premio Maimónides de Investigación de Andalucía (2002).[2]
- Premio de la Fundación Lilly de investigación biomédica (2003).
- Considerado entre los españoles más influyentes de la ciencia y tecnología en varias ocasiones   .
- Medalla de Oro con el título de Hijo Predilecto de la Ciudad de Torredonjimeno (2008).[3]
- Condecoración de la  Orden del Mérito Civil  (2015).[4]
- Doctor honoris causa por la Universidad de Jaén (2018).[5]